# Cis vagrans
Cis vagrans is een keversoort uit de familie houtzwamkevers (Ciidae). De wetenschappelijke naam van de soort werd in 1926 gepubliceerd door Robert Cyril Layton Perkins.